# Мрежук Павло Павлович
Павло́ Па́влович Мрежу́к (нар. 22 листопада 1969, Комсомольське, Козятинський район) — український композитор, музикант, поет та співак, заслужений артист України.
Закінчив Тульчинське училище культури.

## Учасник
- Міжнародного конкурсу молодих виконавців естрадної пісні Вітебськ −99,
- IV фестивалю української пісні «Бучинські фестини»,
- всеукраїнського конкурсу сучасної естрадної пісні «Пісенний вернісаж-98»,
- лауреат конкурсу імені Володимира Івасюка 1998 року,
- дипломантом фестивалю «Слов'янський базар» у Вітебську — 1999,
- на «Пісенному вернісажі» здобув гран-прі Президента України.

З кінця 1990 року мешкає з родиною у Києві.
Співпрацює з поетом Вадимом Крищенком.